# فرجينيا توماس
فرجينيا توماس (بالإنجليزية: Virginia Lamp Thomas)‏ هي محامية أمريكية، ولدت في 23 فبراير 1957 في أوماها في الولايات المتحدة.

## وصلات خارجية
- فرجينيا توماس على موقع IMDb (الإنجليزية)
- فرجينيا توماس على موقع إن إن دي بي (الإنجليزية)